# Eleição municipal de Caraguatatuba em 2020
A eleição municipal de Caraguatatuba em 2020 foi realizada em 15 de Novembro de 2020 para eleger um prefeito, um vice prefeito e quinze vereadores no município de Caraguatatuba, no estado de São Paulo, no Brasil. O prefeito eleito foi Aguilar Junior, do Partido MDB, com 42,27% (27.183 votos) dos votos em uma disputa acirrada com o candidato do PSDB Mateus da Silva, que terminou a eleição com 38,82% (24.964 votos) dos votos, somente 2.219 votos de diferença. O vice-prefeito eleito foi José Ernesto do PDT.
Originalmente, as eleições ocorreriam em 4 de outubro (primeiro turno) e 25 de outubro (segundo turno, caso necessário). Porém, com o agravamento da pandemia de COVID-19 no Brasil, as datas foram modificadas.
A disputa pelas quinze vagas para vereador do município de Caraguatatuba possuiu 353 candidatos, tendo como candidato mais votado Tato Aguilar do PSD com 2.101 votos (3,21% dos votos válidos).

## Antecedentes
Na eleição municipal de 2016, Aguilar Junior do MDB derrotou o Candidato Gilson Mendes que foi apoiado pelo Ex-Prefeito Antônio Carlos da Silva do PSDB. A eleição foi decidida por uma diferença de 37 votos. Na eleição de 2020, Gilson Mendes apoiou o Atual prefeito contra Mateus da Silva, filho de Antonio Carlos da Silva (Inelegível). O atual Vice-Prefeito, Dr. José Ernesto ficou em Terceiro na eleição de 2016 com 5.245 Votos..

## Contexto político e pandemia
As eleições municipais de 2020 estão sendo marcadas, antes mesmo de iniciada a campanha oficial, pela pandemia do coronavírus SARS-CoV-2 (causador da COVID-19), o que está fazendo com que os partidos remodelem suas metodologias de pré-campanha. O Tribunal Superior Eleitoral (TSE) autorizou os partidos a realizarem as convenções para escolha de candidatos aos escrutínios por meio de plataformas digitais de transmissão, para evitar aglomerações que possam proliferar o vírus.
Além disso, a partir deste pleito, será colocada em prática a Emenda Constitucional 97/2017, que proíbe a celebração de coligações partidárias para as eleições legislativas, o que pode gerar um inchaço de candidatos ao legislativo. Conforme reportagem publicada pelo jornal Brasil de Fato em 11 de fevereiro de 2020, o país poderá ultrapassar a marca de 1 milhão de candidatos a prefeito, vice-prefeito e vereador neste escrutínio, o que não seria necessariamente bom, na opinião do professor Carlos Machado, da UnB (Universidade de Brasília): “Temos o hábito de criticar de forma intensa a coligação partidária, sem parar para refletir sobre os elementos positivos dela. O número de candidatos que um partido pode apresentar numa eleição, varia se ele estiver dentro de uma coligação, porque quando os partidos participam de uma coligação, eles são considerados como um único partido", afirmou Machado na reportagem.

## Eleitorado
O município de Caraguatatuba tem 123.389 habitantes e 98.546 eleitores. No total foram 64.312 votos válidos (89,79%), brancos 2.777 (3,88%), nulos 4.538 (6,34%) e abstenções 26.919 (27,32%).

## Candidatos
Além de Aguilar Junior (MDB) e Mateus da Silva (PSDB), que protagonizaram a eleição, também houve 5 candidatos para a prefeitura de Caraguatatuba em 2020, Alvaro Alencar Trindade (SD), José Mello (PT), Eduardo Stanelis (PRTB), Anderson Gueiros (PSOL) & Dadinho Fachini (REDE)
|  | Candidato(a)               | Vice                      | Partido | Número | Coligação                      |                                  |
|  | -------------------------- | ------------------------- | ------- | ------ | ------------------------------ | -------------------------------- |
|  | Aguilar Junior             | Dr. José Ernesto          | PMDB    | 15     | "FAZER AINDA MAIS POR CARAGUÁ" | PSC/PSD/PDT/PCdoB/PROS/PV/MDB/PP |
|  | Mateus da Silva            | Serjão                    | PSDB    | 45     | "Juntos Por Caragua"           | PSDB/PSL/CIDADANIA/PATRIOTA      |
|  | Coronel Stanelis           | Angela Duarte             | PRTB    | 28     | "Caraguá com tudo Novo"        | DEM/PRTB/PTC/PSB/PL              |
|  | José Mello                 | Maíra Martins             | PT      | 13     |                                | Isolado                          |
|  | Dadinho Fachini            | Luciola Ferreira          | REDE    | 18     |                                | Isolado                          |
|  | Alvaro Alencar Trindade    | Ivone Caetano             | SD      | 77     |                                | Isolado                          |
|  | Professor Anderson Gueiros | Pastor Marques de Almeida | PSOL    | 50     |                                | Isolado                          |

Léo Lima (PTC), Sand Pintor (DC), Dennis Guerra (REPUBLICANOS) desistiram da eleição.

## Campanha
Aguilar Junior que integrou a coligação "FAZER AINDA MAIS POR CARAGUÁ" definiu uma série de compromissos e estabeleceu prazos para cumpri-los. O candidato trouxe como proposta a criação de Centro de Especialidades Médicas nas regiões Norte e Sul, implantação do Centro de Operações Integradas, pavimentação de 309 ruas, entrega de 10 mil títulos de regularização fundiária, Projeto Ciclovias, criação do Centro Profissionalizante de Caraguatatuba e Casa de Acolhimento para Mulheres Vítimas de Violência.
Ao ganhar, Aguilar Junior disse: “Quero agradecer todo apoio de Caraguatatuba, todas as pessoas que acreditaram em mim, no nosso trabalho. Eu sou prefeito de todo mundo, não tem quem votou ou não votou. Vou continuar administrando Caraguatatuba como sempre fiz, do Perequê-Mirim à Tabatinga e vamos pra cima”

### Debate
No dia 28/10, foi promovido pela Band Vale um debate transmitido ao vivo na Rádio/TV e no Youtube, devido à pandemia do COVID-19 todos usaram máscara e não teve platéia, no dia seguinte ocorreu outro debate promovido pelo site Radar Litoral na Morada FM, YouTube e Redes Sociais, neles os candidatos elencaram suas propostas e prioridades para o próximo mandato.

## Resultados

### Prefeito
No dia 15 de Novembro Aguilar Junior foi reeleito prefeito de Caraguatatuba no primeiro turno com 42,27% dos votos válidos (27.183), 2.045 votos a mais que na última eleição.
| Candidato(a)                      | Vice                             | 1º turno 15 de Novembro de 2020 | 1º turno 15 de Novembro de 2020 |
| Candidato(a)                      | Vice                             | Total                           |                                 |
| --------------------------------- | -------------------------------- | ------------------------------- | ------------------------------- |
| Aguilar Junior (PMDB)             | Dr. José Ernesto (PDT)           | 27.183                          |                                 |
| Mateus da Silva (PSDB)            | Serjão (PSL)                     | 24.964                          |                                 |
| Coronel Stanelis (PRTB)           | Angela Duarte (PRTB)             | 9.424                           |                                 |
| Jose Mello (PT)                   | Maíra Martins (PT)               | 1.258                           |                                 |
| Dadinho Fachini (REDE)            | Luciola Ferreira (REDE)          | 645                             |                                 |
| Alvaro Alencar Trindade (SD)      | Ivone Caetano (SD)               | 509                             |                                 |
| Professor Anderson Gueiros (PSOL) | Pastor Marques de Almeida (PSOL) | 319                             |                                 |

| Total de votos válidos | Total de votos válidos | 64.312 | 89,79% |
| ---------------------- | ---------------------- | ------ | ------ |
| → Votos em branco      | → Votos em branco      | 2.777  | 3,88%  |
| → Votos nulos          | → Votos nulos          | 4.538  | 6,34%  |
| Total                  | Total                  | 71.627 | -      |
| Abstenções             | Abstenções             | 26.919 | 27,32% |

| Partido | Partido | Votos  | Votos (%) |
| ------- | ------- | ------ | --------- |
|         | MDB     | 27 183 | 42,27%    |
|         | PSDB    | 24 964 | 38,82%    |
|         | PRTB    | 9 424  | 14,66%    |
|         | PT      | 1 258  | 1,96%     |
|         | REDE    | 645    | 1%        |
|         | SD      | 509    | 0,79%     |
|         | PSOL    | 319    | 0,5%      |
| Totais  | Totais  | 64 302 |           |

### Vereadores
Das 15 vagas preenchidas para vereador(a) do município de Caraguatatuba, O vereador eleito com maior número de votos foi Tato Aguilar, do PSD, eleito com 2.101 votos (3,21%).
| Resultado da eleição para a Câmara Municipal de Caraguatatuba em 2020 por candidato | Resultado da eleição para a Câmara Municipal de Caraguatatuba em 2020 por candidato | Resultado da eleição para a Câmara Municipal de Caraguatatuba em 2020 por candidato | Resultado da eleição para a Câmara Municipal de Caraguatatuba em 2020 por candidato | Resultado da eleição para a Câmara Municipal de Caraguatatuba em 2020 por candidato | Resultado da eleição para a Câmara Municipal de Caraguatatuba em 2020 por candidato |
| Candidato                                                                           | Número                                                                              | Partido                                                                             | Votos                                                                               | Porcentagem                                                                         |                                                                                     |
| ----------------------------------------------------------------------------------- | ----------------------------------------------------------------------------------- | ----------------------------------------------------------------------------------- | ----------------------------------------------------------------------------------- | ----------------------------------------------------------------------------------- | ----------------------------------------------------------------------------------- |
| Tato Aguilar                                                                        | 55000                                                                               | PSD                                                                                 | 2.101                                                                               | 3,21%                                                                               |                                                                                     |
| Marcos Kinkas                                                                       | 55555                                                                               | PSD                                                                                 | 2.012                                                                               | 3,08%                                                                               |                                                                                     |
| Cristian Bota                                                                       | 11111                                                                               | PP                                                                                  | 1.981                                                                               | 3,03%                                                                               |                                                                                     |
| Aurimar                                                                             | 14777                                                                               | PTB                                                                                 | 1.644                                                                               | 2,52%                                                                               |                                                                                     |
| Antonio Carlos Junior                                                               | 45445                                                                               | PSDB                                                                                | 1.435                                                                               | 2,20%                                                                               |                                                                                     |
| Baduca Filho                                                                        | 15300                                                                               | MDB                                                                                 | 1.402                                                                               | 2,14%                                                                               |                                                                                     |
| Carlinhos da Farmácia                                                               | 55678                                                                               | PSD                                                                                 | 1.394                                                                               | 2,13%                                                                               |                                                                                     |
| Dé Construtor                                                                       | 20123                                                                               | PSC                                                                                 | 1.391                                                                               | 2,13%                                                                               |                                                                                     |
| Marcelo Pereira                                                                     | 43000                                                                               | PV                                                                                  | 1.345                                                                               | 2,06%                                                                               |                                                                                     |
| Celso Pereira                                                                       | 45123                                                                               | PSDB                                                                                | 1.123                                                                               | 1,72%                                                                               |                                                                                     |
| Aguinaldo Butiá                                                                     | 15678                                                                               | MDB                                                                                 | 1.113                                                                               | 1,70%                                                                               |                                                                                     |
| Fernando Cuiu                                                                       | 45555                                                                               | PSDB                                                                                | 1.019                                                                               | 1,56%                                                                               |                                                                                     |
| Jameson Chick Show                                                                  | 28333                                                                               | PRTB                                                                                | 946                                                                                 | 1,45%                                                                               |                                                                                     |
| Jair Silva                                                                          | 43777                                                                               | PV                                                                                  | 872                                                                                 | 1.33%                                                                               |                                                                                     |
| Vera Morais                                                                         | 43222                                                                               | PV                                                                                  | 867                                                                                 | 1,33%                                                                               |                                                                                     |

China (PSD) assumiu como vereador na vaga do Carlinhos da Farmacia, Bigode (PV) assumiu a vaga de Marcelo Pereira, Gil Oliveira (PRTB) assumirá como Vereador após a morte de Jameson Duarte em 2021.